# Dainhat
Dainhat é uma cidade e um município no distrito de Barddhaman, no estado indiano de Bengala Ocidental.

## Demografia
Segundo o censo de 2001, Dainhat tinha uma população de 22 593 habitantes. Os indivíduos do sexo masculino constituem 51% da população e os do sexo feminino 49%. Dainhat tem uma taxa de literacia de 66%, superior à média nacional de 59,5%: a literacia no sexo masculino é de 72% e no sexo feminino é de 59%. Em Dainhat, 12% da população está abaixo dos 6 anos de idade.